# Planaxis sulcatus
Planaxis sulcatus is een slakkensoort uit de familie van de Planaxidae. De wetenschappelijke naam van de soort is voor het eerst geldig gepubliceerd in 1778 door Born.